# Малая Погромка
Малая Погромка — река в России, протекает по территории Тоцкого района Оренбургской области. Устье реки находится в 21 км по правому берегу реки Погромки. Длина реки составляет 25 км.

## Данные водного реестра
По данным государственного водного реестра России относится к Нижневолжскому бассейновому округу, водохозяйственный участок реки — Самара от Сорочинского гидроузла до водомерного поста у села Елшанка. Речной бассейн реки — Волга от верховий Куйбышевского вдхр. до впадения в Каспий.
Код объекта в государственном водном реестре — 11010001012112100006761.

## Топографическая карта
- Лист карты N-39-129 Курманаевка. Масштаб: 1 : 100 000. Состояние местности на 1986 год. Издание 1992 г.